# Metoda ABTS
Metoda ABTS – technika wykorzystywana do pomiaru zdolności antyoksydacyjnej różnych próbek, w tym płynów ustrojowych oraz próbek żywności, w której wolnym rodnikiem jest związek ABTS.
To metoda oparta na przeniesieniu elektronu, wykorzystująca również detekcję spektrofotometryczną, polegająca na monitorowaniu stężenia barwnego kationorodnika ABTS •+. Związek ten ma barwę niebieskozieloną. Wykazuje cztery maksima absorpcji w środowisku wodnym przy długości fali 417, 645, 728 oraz 815 nm, zaś trzy w środowisku etanolowym – przy 414, 730, 873 nm.

## Mechanizm działania
Kationorodnik przed pomiarem należy wygenerować. W tym celu można zastosować reakcje enzymatyczne (np. z mioglobiną, hemoglobiną lub peroksydazą chrzanową), chemiczne (z ditlenkiem manganu, nadsiarczynem potasu) lub elektrochemiczne.
Antyutleniacze redukują kationorodnik (ABTS•+) w stopniu zależnym od stężenia przeciwutleniacza, jego aktywności i czasu trwania reakcji[1]. Dochodzi do zaniku barwy roztworu. Zmniejszenie intensywności jego zabarwienia jest proporcjonalne do zawartości antyoksydantów znajdujących się w nim.

## Zalety metody
Test jest technicznie prosty i szeroko stosowany w badaniach przesiewowych oraz do rutynowych oznaczeń. ABTS• + jest rozpuszczalny zarówno w wodzie, jak i rozpuszczalnikach organicznych, co umożliwia określenie zdolności antyoksydacyjnej związków hydrofilowych i lipofilowych przy użyciu tej samej podstawowej metodologii.